# Židovská strana
Židovská strana (v jidiš אידישע פּאַרטיי‎ / Jidiše partaj) byla politická strana na území prvorepublikového Československa. Ideově a personálně navazovala na sionistické hnutí z 90. let 19. století.

## Dějiny
22. října 1918 byla založena Národní rada židovská jako střechová organizace národně orientovaných Židů. V prvních měsících existence československého státu její představitelé vyjednávali s českou politickou elitou, například o uznání židovské národnosti v nadcházejícím sčítání lidu nebo o otázkách volebního systému a boje proti antisemitismu. Už v roce 1919 se sionisté zúčastnili komunálních volbách roku 1919. Nešlo ale o celostátní kandidaturu, nýbrž o jednotlivé lokální kandidátní listiny soustředěné okolo místních sionistických aktivistů. První celostátní volební kandidaturu sionistický tábor provedl během parlamentních voleb v roce 1920, kdy do souboje o hlasy voličů nastoupila kandidátka pod jménem Sdružené židovské strany. Obdržela zhruba 80 000 hlasů, ale kvůli nastavení volebního systému nezískala ani jeden mandát a zůstala mimo parlament. Stranu oslabil i rozkol se sionistickou levicí (hnutí Poalej Cijon), která ve volbách podpořila Československou sociálně demokratickou stranou dělnickou a jejíž radikálněji marxistická část se pak podílela na vzniku Komunistické strany Československa.
V letech po volbách roku 1920 zůstávala formace Sdružené židovské strany v pasivní roli, navíc řešila vlastní vztahy se sionistickou organizací, jejíž předseda v ČSR Josef Rufeisen měl odlišné představy o prioritách židovské politiky v Československu. Stranu navíc oslabovala nejednotnost mezi Židy ve východní části republiky, kde silné pozice získávaly politické proudy nesionistického, ortodoxně náboženského charakteru. Už v roce 1921 vzniká takto na Podkarpatské Rusi Židovská konzervativní strana. V komunálních volbách roku 1923 ovšem sionistické i nesionistické konzervativní proudy kandidovaly společně pod jménem Židovská strana Podkarpatské Rusi, jež v mnoha obcích výrazně uspěla. Naopak během parlamentních voleb na Podkarpatské Rusi v roce 1924 se židovský tábor rozštěpil. Sionistický tábor do nich šel jako Židovská lidová strana, zatímco ortodoxní a konzervativní křídlo kandidovalo jako Židovská demokratická strana. Neuspěla ani jedna z nich.
V roce 1925 byla ustavena Židovská strana s ambicí být celostátní národně židovskou, sionistickou platformou. Opět se ale opakovala frakční nejednota a na východě státu kromě ní kandidovala i Židovská hospodářská strana jako politický blok židovských konzervativců a ortodoxů, napojený na československé agrárníky. I proto v parlamentních volbách v roce 1925 opět ani jedna ze dvou židovských kandidátních listin neuspěla. Židovská strana pak ve 2. polovině 20. let řešila, jak jinak dosáhnout zastoupení v parlamentu. Její významný představitel Ludvík Singer navrhoval předvolební koalici s některou velkou československou stranou, jeho oponent Emil Margulies naopak volal po spolupráci s jinými menšinovými stranami v ČSR. Mezitím zaznamenala Židovská strana úspěch na východě státu, když v zemských volbách v roce 1928 získala mandát v zemském zastupitelstvu na Slovensku. Hlavním organizátorem tohoto úspěchu byl Julius Reisz z Bratislavy. Část sionistů, zejména z Českých zemí, mu ale vyčítala, že ustupuje od sionistického programu a vychází programově příliš vstříc nesionistickým ortodoxním voličům. Na Podkarpatské Rusi pak zcela převládl nesionistický směr a kandidovala tam Židovská republikánská strana, jejíž kandidátní listinu vedl Mořic Guttmann.
V parlamentních volbách v roce 1929 se Židovská strana spojila s představiteli polské menšiny v ČSR. Zároveň došlo k dohodě mezi sionisty z Českých zemích a slovenskými národními Židy okolo Julia Reisze. Toto Volební sdružení Polski zwiazek ludowy a Židovská strana získalo 105 000 hlasů a díky tomu i čtyři mandáty v Národním shromáždění, dva pro polské strany, dva pro Židovskou stranu. V parlamentu tak usedl Ludvík Singer, lídr kandidátky v Pražském volebním kraji, a Julius Reisz, který vedl stranu v Trnavském volebním kraji). V Národním shromáždění vystupovala strana jako loajální formace, blízká koalici. Reisz se stal členem výboru živnostensko-obchodního, Singer díky vzdělání zamířil do výboru ústavně-právního. Strana své zastoupení v parlamentu využívala pro intervence ve prospěch Židů, bojovala proti antisemitismu a řešila židovské zájmy v nastupující velké hospodářské krizi. V ekonomických otázkách odmítala protekcionismus, státní zásahy do ekonomiky a byla spíše proti devalvaci koruny. Bojovala také za podporu hebrejského školství, které se rozvíjelo na Podkarpatské Rusi, kde dokonce fungovalo v Mukačevu gymnázium s hebrejským vyučovacím jazykem. V roce 1931 se konal v Moravské Ostravě sjezd Židovské strany, na kterém byla tato strana ustavena jako trvalá celostátní politická formace, nikoliv jen ad hoc kandidátní listina. Předsedou strany se stal Emil Margulies. Strana disponovala vlastním tiskem (Židovské zprávy, Selbstwehr). V roce 1931 vystřídal zesnulého Ludvíka Singera v parlamentu Angelo Goldstein, rovněž politik právnického vzdělání.
Před parlamentními volbami v roce 1935 došlo k uzavření koalice mezi Židovskou stranou a Československou sociálně demokratickou stranou dělnickou (v jejímž poslaneckém klubu už dva poslanci Židovské strany v letech 1929-1935 beztak působili jako hospitanti). Rozhodnutí vytvořit koalici se sociálními demokraty ale vedlo ve straně k rozkolu. Předseda Emil Margulies a další představitelé ji opustili. Ve volbách pak ale Židovská strana díky alianci se sociálními demokraty měla garantována dvě poslanecká křesla, která získal Angelo Goldstein a Chajim Kugel, zástupce Židů z Podkarpatské Rusi. Předsedou strany se po odchodu Marguliese stal Ernst Frischer (uváděn i jako Arnošt Frischer). V paralelně probíhajících zemských volbách v roce 1935 na Podkarpatské Rusi uspěla i Židovská republikánská strana, zatímco baštou vlivu a síly Židovské strany zůstávalo Slovensko (méně už České země). Po zbytek 30. let Židovská strana postupovala dál ve své organizaci coby plnohodnotné politické strany. V československém parlamentu zároveň pokračovala v obhajobě židovských zájmů a zesilovala svůj boj proti projevům antisemitismu. Ovlivňovala řešení autonomie Podkarpatské Rusi a národnostního vyrovnání v republice. Po Mnichovské dohodě na podzim 1938 ovšem aktivita Židovské strany skončila. Chajim Kugel přišel v souvislosti se záborem Mukačeva maďarskou armádou o svůj mandát a uprchl z Evropy. Angelo Goldstein taktéž emigroval. Na Slovensku byla v důsledku Žilinské dohody, kdy se zde začal formovat autoritativní režim Hlinkovy slovenské ľudové strany, židovská politická činnost zcela utlumena již před koncem roku 1938.
Po roce 1945 již v Československu samostatné politické strany židovské menšiny nevznikly. Ernst Frischer, předválečný předseda Židovské strany, byl ovšem od roku 1941 členem Státní rady Československé, exilového parlamentu v Londýně.

## Programové pilíře
- spolupráce s ostatními stranami na demokratickém budování státu
- dodržování rovnoprávnosti Židů ve všech oblastech ekonomického a sociálního života
- svobodné vyznání judaismu
- státní podpora židovským kulturním a dobročinným institucím
- jednota všech národně uvědomělých Židů = sionismus

## Volební výsledky

### Parlamentní volby
| Volby | Hlasy    | Hlasy    | Mandáty | Mandáty | Pozice | Postavení |
| Volby | Abs.     | %        | Abs.    | ±       | Pozice | Postavení |
| ----- | -------- | -------- | ------- | ------- | ------ | --------- |
| 1925  | 99 520   | 1,4      | 0/300   | ▬0      | ▲15.   | —         |
| 1929  | s Poláky | s Poláky | 2/300   | ▲2      | ▼16.   | Podpora   |
| 1935  | za ČSSD  | za ČSSD  | 2/300   | ▬0      | ▲15.   | Podpora   |

### Zemské volby

#### Morava a Slezsko
| Volby | Hlasy         | Hlasy         | Mandáty | Mandáty | Pozice |
| Volby | Abs.          | %             | Abs.    | ±       | Pozice |
| ----- | ------------- | ------------- | ------- | ------- | ------ |
| 1928  | koalice s PSL | koalice s PSL | 0/60    | ▬0      | ▲14.   |

#### Slovensko
| Volby | Hlasy  | Hlasy | Mandáty | Mandáty | Pozice |
| Volby | Abs.   | %     | Abs.    | ±       | Pozice |
| ----- | ------ | ----- | ------- | ------- | ------ |
| 1928  | 45 244 | 3,5   | 1/54    | ▲1      | ▲7.    |
| 1935  | 36 430 | 2,4   | 0/54    | ▼1      | ▼8.    |

#### Podkarpatská Rus
| Volby | Hlasy | Hlasy | Mandáty | Mandáty | Pozice |
| Volby | Abs.  | %     | Abs.    | ±       | Pozice |
| ----- | ----- | ----- | ------- | ------- | ------ |
| 1928  | 6 828 | 2,8   | 0/18    | ▬0      | ▲11.   |
| 1935  | 9 976 | 3,4   | 0/18    | ▬0      | ▲10.   |